# Patrice Feussi
Patrice Feussi (né le 3 octobre 1986 à Yaoundé au Cameroun) est un footballeur camerounais. Il évolue au poste de défenseur.
Patrice Feussi a joué un total de 35 matchs en deuxième division italienne (Serie B) avec le Genoa CFC et le Pisa Calcio.

## Statistiques
| Saison      | Club               | Pays   | Championnat      | Championnat | Championnat |
| Saison      | Club               | Pays   | Division         | Matchs      | Buts        |
| ----------- | ------------------ | ------ | ---------------- | ----------- | ----------- |
| 2002 - 2003 | Genoa CFC          | Italie | Serie B          | 2           | 0           |
| 2003 - 2004 | Genoa CFC          | Italie | Serie B          | -           | -           |
| 2004 - 2005 | Salernitana Calcio | Italie | Serie B          | -           | -           |
| 2005 - 2006 | Perugia Calcio     | Italie | Serie C1         | 16          | 0           |
| 2006 - 2007 | Pisa Calcio        | Italie | Serie C1         | 6           | 0           |
| 2006 - 2007 | AS Pizzighettone   | Italie | Serie C1         | 12          | 0           |
| 2007 - 2008 | Pisa Calcio        | Italie | Serie B          | 17          | 0           |
| 2008 - 2009 | Pisa Calcio        | Italie | Serie B          | 16          | 0           |
| 2009 - 2010 | Sorrento Calcio    | Italie | Serie C1         | 7           | 1           |
| 2009 - 2010 | FC Lugano          | Suisse | Challenge League | 5           | 1           |
| 2010 - 2011 | FC Lugano          | Suisse | Challenge League | 7           | 0           |